# Nycteris grandis
Nycteris grandis är en fladdermusart som beskrevs av Peters 1865. Nycteris grandis ingår i släktet Nycteris och familjen hålnäsor. IUCN kategoriserar arten globalt som livskraftig. Inga underarter finns listade i Catalogue of Life.
Denna fladdermus är med en kroppslängd av cirka 16 cm (med svans) och en vikt av 36 till 43 g den största arten i familjen hålnäsor. Den har ungefär 6,4 cm långa underarmar och en vingspann av cirka 35 cm. Öronen är i genomsnitt 3,1 cm långa. På ovansidan förekommer rödbrun päls och undersidan är täckt av ljusare päls med grå skugga.
Arten förekommer med två populationer i Afrika. En från Guinea Bissau till östra Kongo-Kinshasa och den andra i östra Tanzania, östra Zambia, östra Zimbabwe och norra Moçambique. Habitatet varierar mellan savanner, skogar i låglandet och öppna landskap med flera träd. Nycteris grandis vilar främst i trädens håligheter samt i byggnader och i vägtrummor. Den kan även sova i bergssprickor eller i andra gömställen.
Nycteris grandis jagar huvudsakligen insekter som kompletteras med små fiskar, grodor och även andra fladdermöss. Honor föder en unge per kull.